# كارلوس روبيو
كارلوس روبيو (بالإسبانية: Carlos Santos)‏ هو ممثل إسباني، ولد في 3 أغسطس 1977 بمرسية في إسبانيا.

## وصلات خارجية
- كارلوس روبيو على موقع IMDb (الإنجليزية)
- كارلوس روبيو على موقع ألو سيني (الفرنسية)
- كارلوس روبيو على موقع أول موفي (الإنجليزية)
- كارلوس روبيو على موقع قاعدة بيانات الأفلام السويدية (السويدية)
- كارلوس روبيو على موقع قاعدة بيانات الفيلم (الإنجليزية)
- كارلوس روبيو على موقع كينوبويسك (الروسية)